# 涑水河
涑水河，黄河支流。源出山西绛县横岭关陈村峪，至西南方向流经闻喜、夏县、运城、临猗至永济伍姓湖，并於弘道园村附近汇入黄河。全长196公里，流域面积5548平方公里。姚暹渠为其支流。